# Либоја (Козенца)
Либоја је насеље у Италији у округу Козенца, региону Калабрија.
Према процени из 2011. у насељу је живело 16 становника. Насеље се налази на надморској висини од 108 м.